# پدارا
پدارا (به ایتالیایی: Pedara) یک منطقهٔ مسکونی در ایتالیا است که در استان کاتانیا واقع شده‌است.

## خصوصیات
پدارا ۱۹٫۲ کیلومترمربع مساحت و ۱۱٬۲۳۳ نفر جمعیت دارد و ۶۱۰ متر بالاتر از سطح دریا واقع شده‌است.